# Fərəhli
Fərəhli è un comune dell'Azerbaigian situato nel distretto di Qazax. 